# Allende (meteoryt)
Allende – meteoryt kamienny należący do chondrytów węglistych C3, który spadł w postaci deszczu meteorytowego 8 lutego 1969 roku w Meksyku w prowincji Chihuahua. Obszar spadku meteorytu Allende obejmował teren o długości 50 km i szerokości 10 km. Ogólną masę zebranych kamieni ocenia się na 2 tony. Największy ważył 110 kg. Jeden z okazów meteorytu znajduje się w Obserwatorium Astronomicznym w Olsztynie.
Meteoryt okazał się bardzo rzadkim typem pierwotnego meteorytu. Wcześniej znane były tylko odłamki o gramowych masach. Przy tak dużej ilości materiału z meteorytu możliwe były badania niszczące. Z otaczającej skały wydobyto białe kryształy bogate w wapń i glin. Znaleziono w nich produkty rozpadu promieniotwórczego glinu 26, co wskazywało, że te kryształy powstały w zewnętrznych częściach otoczek gwiazd, które później wybuchły jako supernowe. Później kryształy te były zawarte w materii planetarnej.